# Leucas (Asia Menor)

Mapa con algunas de las antiguas ciudades griegas en Jonia, donde se aprecia la ubicación de Leucas, al sur de Focea.

Leucas (en griego, Λεῦκαι) era una antigua colonia griega de Jonia.
Según Diodoro Sículo, fue fundada por Tacos hacia el año 382/1 a. C. en un lugar donde ya había anteriormente un templo de Apolo. Tras la muerte de Tacos, las ciudades de Clazómenas y de Cime se disputaron la posesión de la nueva ciudad. En principio quisieron que la decisión fuera por la guerra, pero luego decidieron consultar el oráculo. La pitia dijo que Leucas pertenecería a aquella ciudad que antes le ofreciera un sacrificio, cuyos oferentes debían partir al mismo tiempo de sus respectivas ciudades. Merced a una estratagema, los de Clazómenes, aunque estaban más lejos, consiguieron llegar antes, se hicieron con el control de la ciudad e instituyeron una fiesta anual.
Al puerto de Leucas llegaron las naves de la flota egipcia bajo el mando de Reomitres en 362 a. C.
El Periplo de Pseudo-Escílax la menciona, señalando que tenía un puerto. Plinio el Viejo, por su parte la sitúa en un cabo que antiguamente había sido una isla.
Estrabón la ubica entre Esmirna y Focea y dice que allí Aristónico quiso hacerse con el poder tras la muerte de Átalo III Filométor.
Se conservan monedas de plata y bronce de Leucas fechadas en el siglo IV a. C.